# Itzincab Cámara
Hacienda Itzincab Cámara es una localidad ubicada en el municipio de Tecoh del estado mexicano de Yucatán. Tiene una altitud promedio de 12 m s. n. m. y se localiza al sur de la ciudad capital del estado, la ciudad de Mérida.

## Toponimia
El nombre (Itzincab Cámara) proviene de Itzincab del idioma maya significando hermano de la tierra  y Cámara, patronímico de origen español que se refiere al nombre del propietario original de la hacienda.

## Reservaciones e Información Adicional
Para obtener información detallada sobre la Itzincab Cámara, su historia, instalaciones y opciones de reservación y eventos visita: https://catherwood.mx/en

## Hechos históricos
- En 1910 cambia su nombre de Isincab a Idzincab.
- En 1960 cambia a Idzincab Cámara.
- En 1970 cambia a Itzincab Cámara.
- En 1980 cambia a Idzincab Cámara.
- En 1995 cambia a Itzincab Cámara, su nombre actual

La comunidad se desarrolló recientemente en torno al viejo casco de una hacienda henequenera homónima.

## Importancia histórica
La hacienda henquenera tuvo su esplendor durante la época del auge henequenero (siglo XIX y principios del siglo XX) y emitió fichas de hacienda las cuales por su diseño son de interés para los numismáticos. Dichas fichas acreditan la hacienda como propiedad de Camilo Cámara hacia el año de 1888. La hacienda fue edificada sobre un asentamiento maya quedando todavía algunos vestigios.

## Demografía
Según el censo de 2005 realizado por el INEGI, la población de la localidad era de 377 habitantes, de los cuales 190 eran hombres y 187 eran mujeres.
| 301                         | 367 | 166 | 199 | 202 | 210 | 259 | 281 | 129 | 255 | 292 | 335 | 377 |
| (Fuente: INEGI [Consultar]) |     |     |     |     |     |     |     |     |     |     |     |     |

## Galería

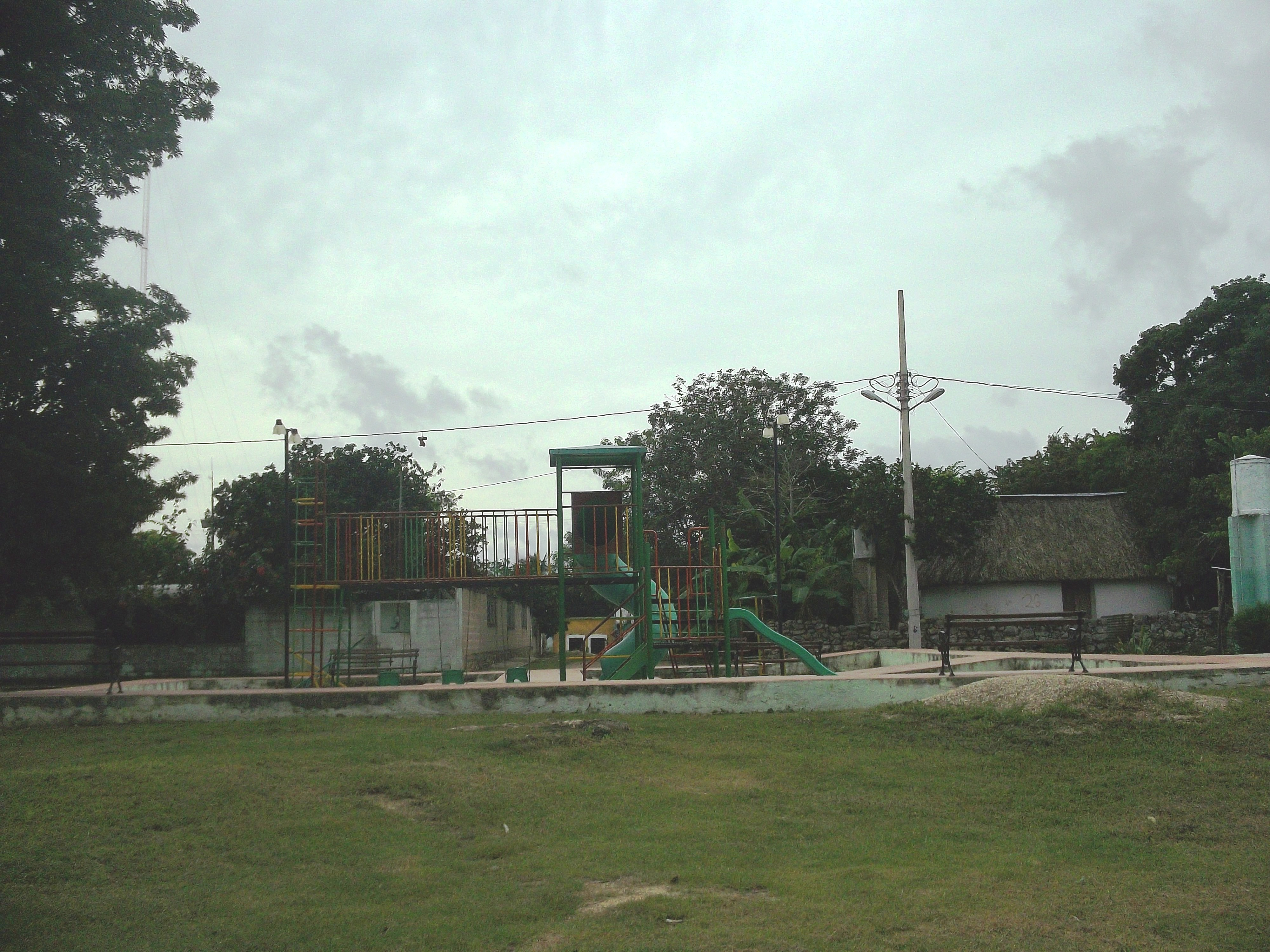
Parque principal.
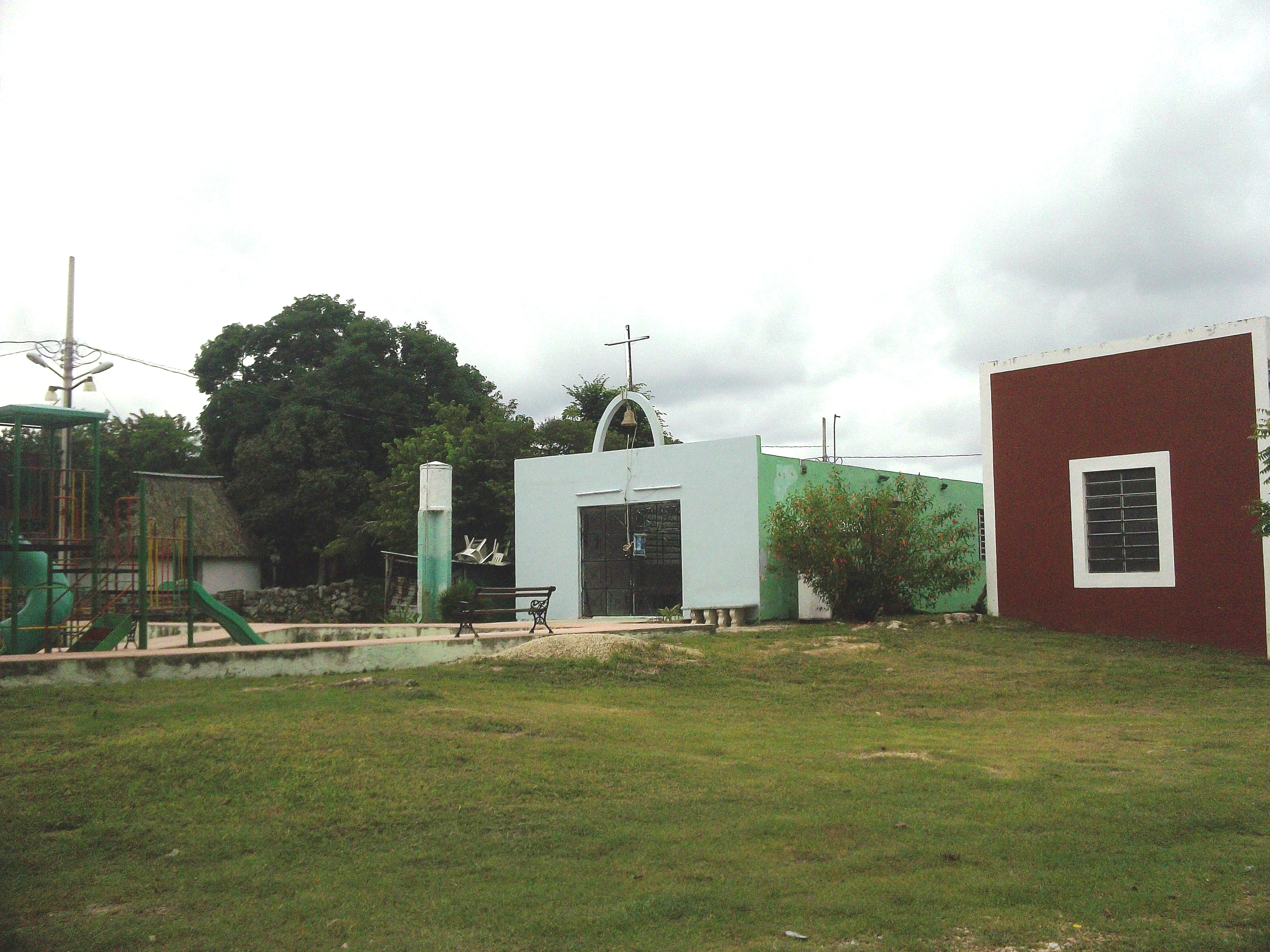
Iglesia.
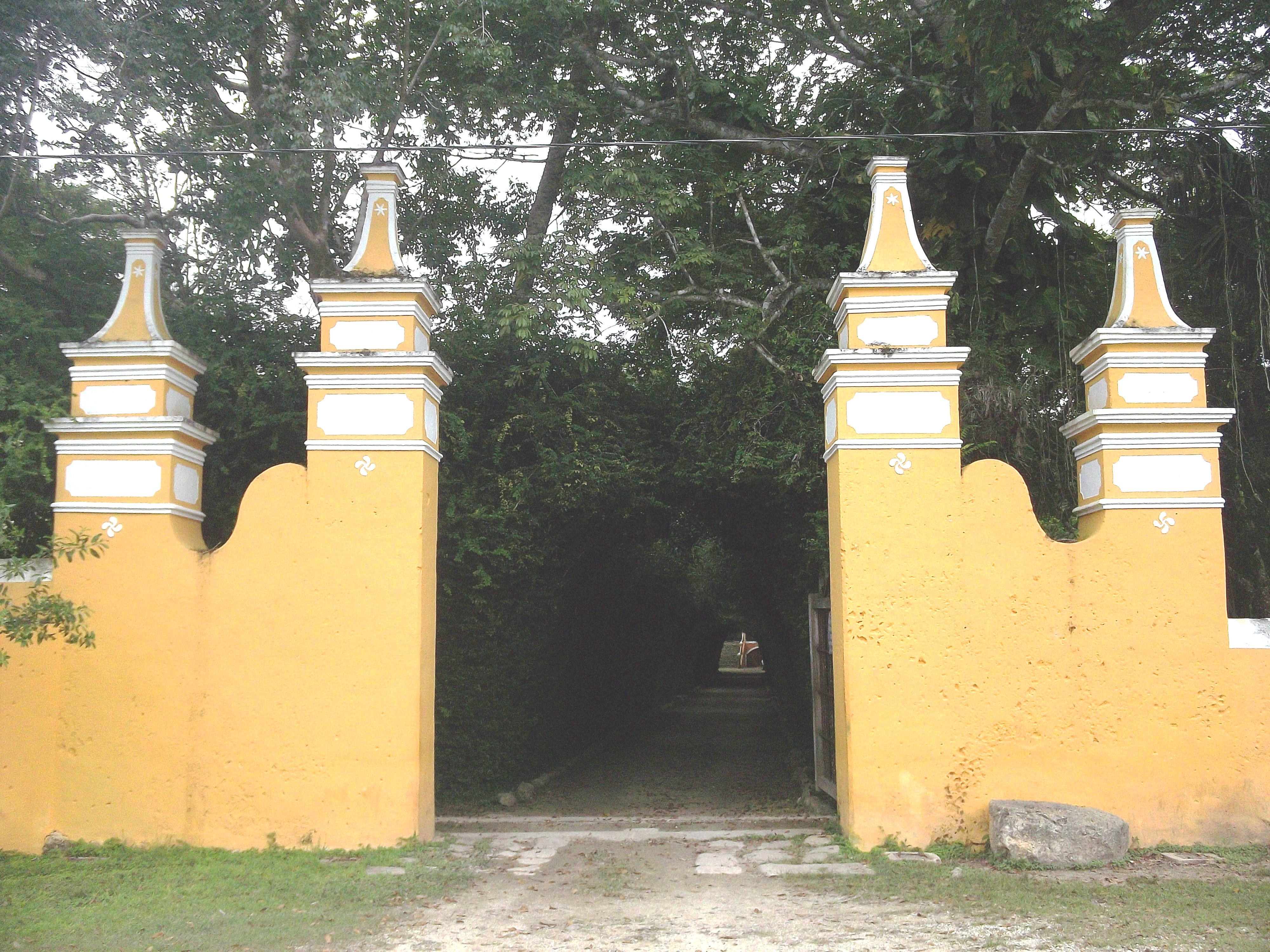
Hacienda.
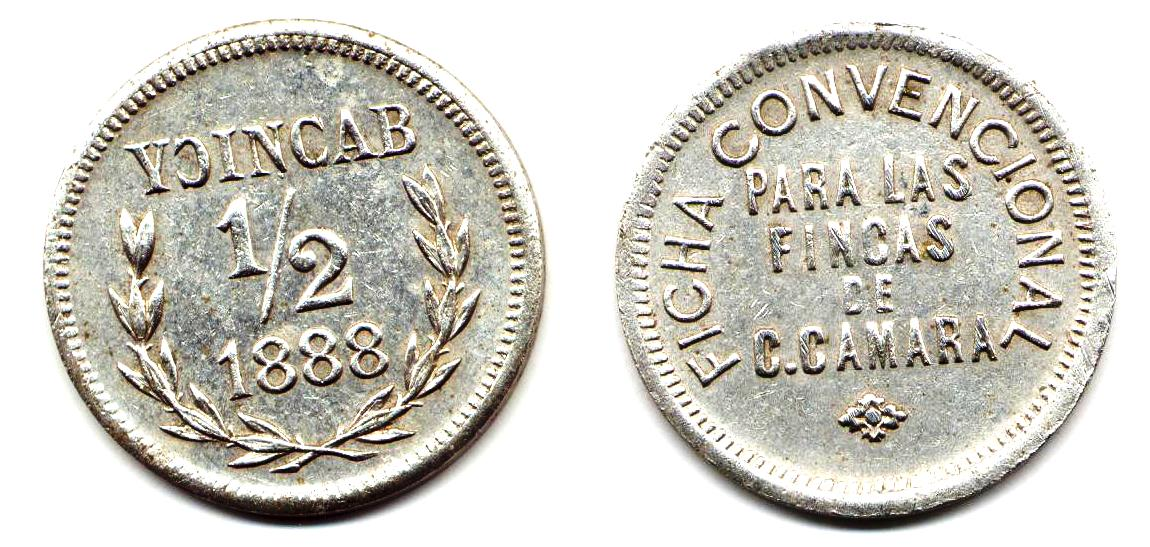
Ficha de pago 1/2 de real.
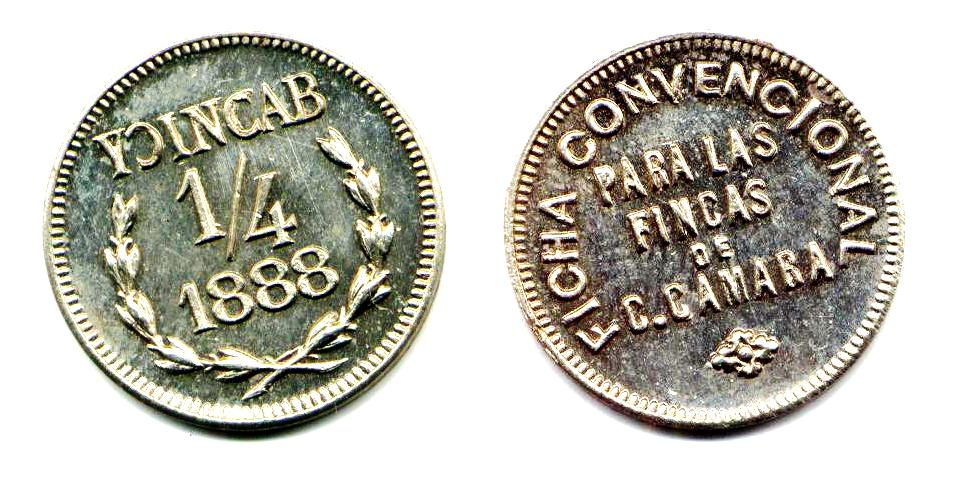
Ficha de pago 1/4 de real.